# 中川西
中川西（なかがわにし）は、大阪府大阪市生野区にある町名。現行行政地名は中川西一丁目から中川西三丁目。

## 地理
生野区の北部に位置し、東に中川、西の北から南にかけて鶴橋と桃谷と勝山北、南に勝山南、北に東成区と接している。

## 世帯数と人口
2019年（平成31年）3月31日現在の世帯数と人口は以下の通りである。
| 丁目         | 世帯数    | 人口    |
| ------------ | --------- | ------- |
| 中川西一丁目 | 1,024世帯 | 1,707人 |
| 中川西二丁目 | 836世帯   | 1,507人 |
| 中川西三丁目 | 279世帯   | 480人   |
| 計           | 2,139世帯 | 3,694人 |

### 人口の変遷
国勢調査による人口の推移。
| 1995年（平成7年）  | 4,898人 | [ 5 ] |  |
| 2000年（平成12年） | 4,510人 | [ 6 ] |  |
| 2005年（平成17年） | 4,263人 | [ 7 ] |  |
| 2010年（平成22年） | 4,151人 | [ 8 ] |  |
| 2015年（平成27年） | 3,794人 | [ 9 ] |  |

### 世帯数の変遷
国勢調査による世帯数の推移。
| 1995年（平成7年）  | 1,807世帯 | [ 5 ] |  |
| 2000年（平成12年） | 1,789世帯 | [ 6 ] |  |
| 2005年（平成17年） | 1,779世帯 | [ 7 ] |  |
| 2010年（平成22年） | 1,845世帯 | [ 8 ] |  |
| 2015年（平成27年） | 1,905世帯 | [ 9 ] |  |

## 事業所
2016年（平成28年）現在の経済センサス調査による事業所数と従業員数は以下の通りである。
| 丁目         | 事業所数  | 従業員数 |
| ------------ | --------- | -------- |
| 中川西一丁目 | 110事業所 | 545人    |
| 中川西二丁目 | 94事業所  | 531人    |
| 中川西三丁目 | 43事業所  | 393人    |
| 計           | 247事業所 | 1,469人  |

## 交通
- 大阪府道173号大阪八尾線（今里筋）
- 勝山通
- いまざとライナー 中川西公園前停留所（大阪コリアタウン）

## 施設
- 生野勝山郵便局
- スーパー玉出 今里店

## その他

### 日本郵便
- 〒544-0032[3]（集配局：生野郵便局[11]）